# Martina Walther
Martina Walther (Zeulenroda, 5 oktober 1963) is een Duits roeister.
Walther won in 1988 olympisch goud in de vier met stuurvrouw. Walther won tijdens de wereldkampioenschappen vier medailles waarvan drie zilveren en één bronzen medaille.

## Resultaten

### Olympische Zomerspelen
| Jaar | Plaats | Resultaten                |
| ---- | ------ | ------------------------- |
| 1988 | Seoel  | in de vier-met-stuurvrouw |

### Wereldkampioenschappen roeien
| Jaar | Plaats     | Resultaten                |
| ---- | ---------- | ------------------------- |
| 1985 | Hazewinkel | in de acht                |
| 1986 | Nottingham | in de twee-zonder         |
| 1987 | Kopenhagen | in de vier-met-stuurvrouw |
| 1989 | Bled       | in de acht                |

1976: Karin Metze & Bianka Schwede & Gabriele Lohs & Andrea Kurth & Sabine Heß ·
1980: Ramona Kapheim & Silvia Fröhlich & Angelika Noack & Romy Saalfeld & Kirsten Wenzel·
1984: Florica Lavric & Maria Fricioiu & Chira Apostol & Olga Bularda & Viorica Ioja·
1988: Martina Walther & Gerlinde Doberschütz & Carola Hornig & Birte Siech & Sylvia Rose